# Maggie Lawson
Margaret "Maggie" Lawson (Louisville, Kentucky; 12 de agosto de 1980) es una actriz estadounidense, más conocida por haber participado en las comedias Inside Schwartz, It's All Relative, y Crumbs, así como en la película para televisión Nancy Drew. Su papel más famoso es el de la detective Juliet O'Hara en el programa de televisión Psych. Fue coprotagonista en la serie Angel From Hell junto a Jane Lynch. Entre el 2017 al 2019 fue Christa el la serie tragicómico de Netflix Santa Clarita Diet.

## Biografía
Lawson nació en Louisville, Kentucky, hija de Judy, una ama de casa, y Mike Lawson, un gerente del hotel. Es de ascendencia irlandesa. En el 2000, protagonizó una película de ABC-TV con Justin Timberlake llamada Model Behavior. También ha hecho apariciones en series de televisión como Smallville y Fear Itself. Fue coprotagonista en la serie original de USA Network, Psych como la Detective Junior, Juliet O'Hara. Estuvo en una relación con su coestrella de Psych, James Roday desde 2006 hasta el 2014.

## Filmografía

### Películas
| Año  | Título                         | Personaje                   | Notas                    |
| ---- | ------------------------------ | --------------------------- | ------------------------ |
| 1998 | Pleasantville                  | Lisa Anne                   |                          |
| 1998 | I've Been Waiting for You      | Debbie Murdock              | Película para televisión |
| 1999 | Nice Guys Sleep Alone          | Meghan                      |                          |
| 2000 | Model Behavior                 | Alex Borroughs/Janine Adams | Película para televisión |
| 2002 | Nancy Drew                     | Nancy Drew                  | Película para televisión |
| 2002 | Cheats                         | Julie Merkel                |                          |
| 2002 | Heart of a Stranger            | Amanda Maddox               | Película para televisión |
| 2003 | Winter Break                   | Michelle Casper             |                          |
| 2004 | Spellbound                     | a mortal woman              | Película para televisión |
| 2004 | Love Rules                     | Kelly                       | Película para televisión |
| 2004 | Revenge of a Middle-Aged Woman | Rachel                      | Película para televisión |
| 2007 | Cleaner                        | Cherie                      |                          |
| 2009 | Still Waiting...               | Allison                     |                          |
| 2009 | Killer Hair                    | Lacey Smithsonian           |                          |
| 2009 | Hostile Makeover               | Lacey Smithsonian           |                          |
| 2009 | Gamer                          |                             |                          |
| 2010 | A Date with Diana              | Diana                       | Cortometraje             |
| 2014 | Save the Date                  | Kate                        | Película para televisión |
| 2017 | My Favorite Weeding            | Tess Harper                 | Película para televisión |
| 2020 | Psych 2: Lassie Come Home      | Juliet O'Hara               | Película para televisión |

### Series
| Año(s)    | Título               | Personaje            | Notas                            |
| --------- | -------------------- | -------------------- | -------------------------------- |
| 1996      | Hang Time            | Kim                  | 1 - episodio                     |
| 1996-1997 | Unhappily Ever After | Madelyn              | 4 - episodios                    |
| 1997      | Step by Step         | Alana Mills          | episodio "Labios perdidos"       |
| 1997      | Boy Meets World      | Debbie               | 1 - episodio                     |
| 1997      | Meego                | Brooke               | episodio "Atracción fatal"       |
| 1997      | Cybill               | Jennifer             | episodio "Like Family"           |
| 1998      | Home Improvement     | Samantha Hayes       | 1 - episodio                     |
| 1998      | Kelly Kelly          | Ally                 | 1 - episodio                     |
| 1999      | Party of Five        | Alexa                | recurrente                       |
| 1999      | ER                   | Shannon Mitchell     | 1 - episodio                     |
| 1999      | Family Rules         | Hope Harrison        | regular                          |
| 1999      | Working              | Julie                | episodio "Romeo y Julie"         |
| 1999      | Felicity             | Rebecca              | episodio "Todd Mulcahy: Parte 2" |
| 2001      | Inside Schwartz      | Eve                  | recurrente                       |
| 2002      | Smallville           | Chrissy/Missy Parker | 1 - episodio                     |
| 2003-2004 | It's All Relative    | Liz Stoddard-Banks   | regular                          |
| 2005      | Tru Calling          | Megan Roberts        | 1 - episodio                     |
| 2006      | Crumbs               | Andrea Malone        | regular                          |
| 2006-2014 | Psych                | Juliet O'Hara        | protagonista                     |
| 2007      | Rules of Engagement  | Jesse                | 1 - episodio                     |
| 2008      | Fear Itself          | Samantha             | 1 - episodio                     |
| 2012      | Justified            | Layla                | 1 - episodio                     |
| 2013      | Back in the Game     | Terry Gannon, Jr.    | Coprotagonista                   |
| 2014-2015 | Two and a half men   | Ms. McMartin         | recurrente                       |
| 2016      | Angel From Hell      | Allison Fuller       | Coprotagonista                   |